# José Pesarrodona
José Pesarrodona (ur. 1 lutego 1946 w Sant Salvador de Guardiola) – hiszpański kolarz szosowy startujący wśród zawodowców w latach 1971–1979. Zwycięzca (1976) i drugi kolarz (1978) Vuelta a España.

## Najważniejsze zwycięstwa
- 1974 - Clásica de Ordizia
- 1976 - Vuelta a España, etap w Tour de Suisse